# ریچارد کایلی
ریچارد پل کایلی (انگلیسی: Richard Paul Kiley؛ ۳۱ مارس ۱۹۲۲ – ۵ مارس ۱۹۹۹) یک هنرپیشه اهل ایالات متحده آمریکا بود.

## بخشی از فیلمشناسی
| سال  | عنوان               | نقش                      |
| ---- | ------------------- | ------------------------ |
| ۱۹۵۵ | مدرسه اوباش و اراذل | Joshua Y. Edwards        |
| ۱۹۷۴ | شازده کوچولو        | The Pilot                |
| ۱۹۸۱ | عشق بی‌پایان         | Arthur Axelrod           |
| ۱۹۸۶ | هاوارد اردکه        |                          |
| ۱۹۹۳ | پارک ژوراسیک        | Jurassic Park Tour Voice |
| ۱۹۹۶ | پدیده               | Dr. Wellin               |
| ۱۹۹۸ | پچ آدامز            | Dr. Titan                |